# 中国基督教協会
中国基督教協会（ちゅうごくきりすときょうきょうかい、英文：China Christian Council、英文略称：CCC）とは、中国共産党政権公認の中国国内のプロテスタント諸教派からなるキリスト教の合同教会。1980年に設立された。丁光訓が会長で1981-1996（現在は名誉会長）、本部は上海にある。世界教会協議会（WCC）の会員。

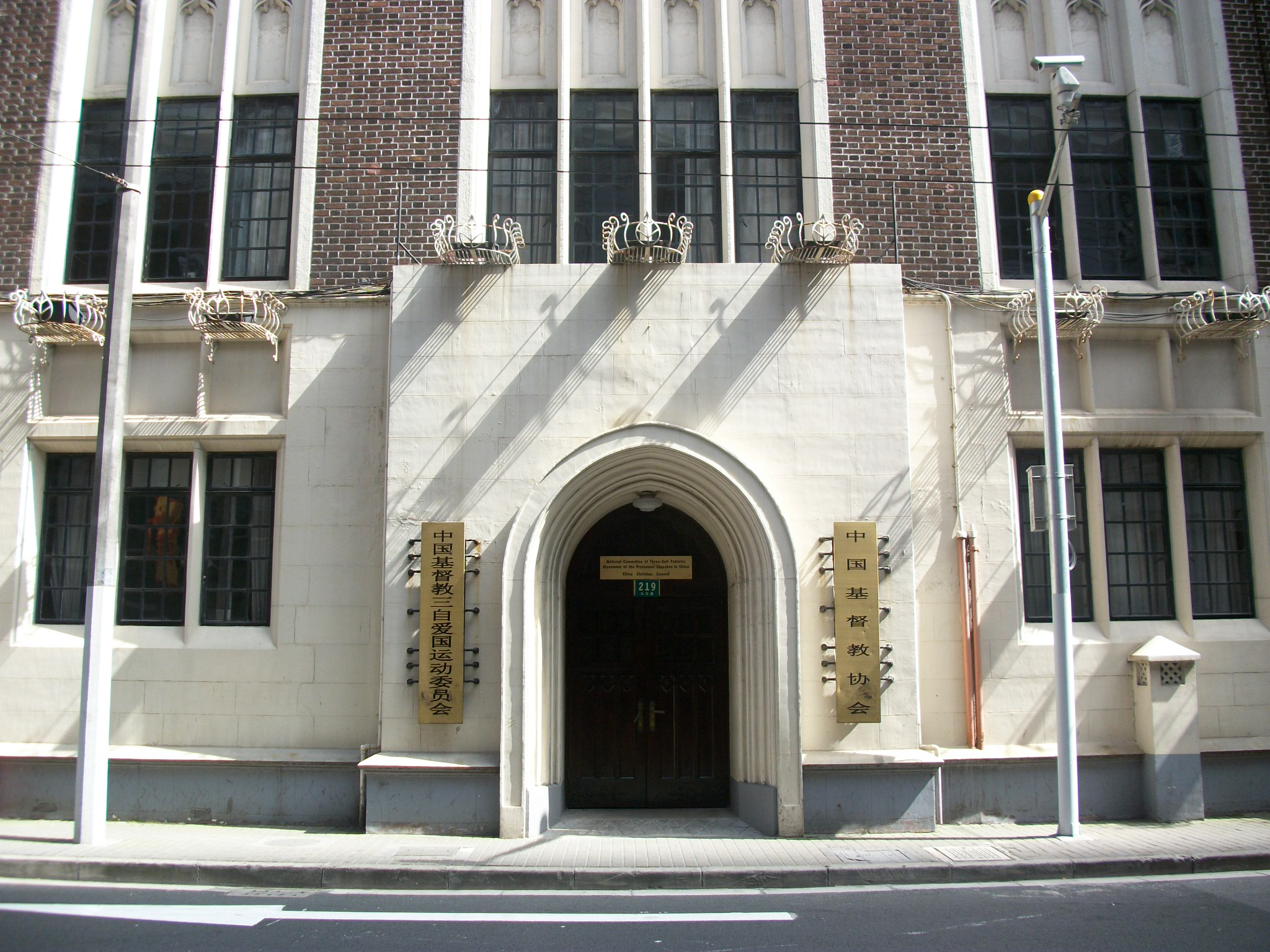
上海の両会。

## 概要
共産党政権下にあって中国のプロテスタント系教会は1954年に外国人の聖職者・国外勢力の影響を排除するための三自（自治、自養、自伝）運動を展開することとし中国基督教三自愛国運動委員会を設立した。しかしながら文化大革命では中国国内の教会施設はほとんど閉鎖され、聖書を含めた多くのキリスト教関係の書籍が廃棄されるなどの迫害を受けた。文化大革命による迫害が収まった後、プロテスタント諸教派からなる合同教会として中国基督教協会が設立された。重要な決定は中国基督教協会と三自愛国委員会との「両会」の決定として発表される。
宗教的な活動には、三自愛国運動の精神の基づいて、基本的に外国からの援助は受け付けてないが、中国の貧しい地域を助ける活動を関連団体、愛徳基金会（The Amity Foundation）を通して行なっていて、これは日本語教師の貧困地域への派遣などの活動を通して、日本キリスト教協議会（NCC-J）とも関係している。世界教会協議会（WCC）の会員。WCC、NCC-Jはともにエキュメニカル派に属するグループである。牧師の養成は金陵協和神学院（南京）やその他瀋陽、北京などにある神学校および聖書学校で行われている。
エキュメニカル派は共産党政府公認の三自愛国教会と交わり、福音派は「家の教会」と交わっている。中華人民共和国において家の教会は非公認で弾圧されており、福音派との交わりは認められていない。中華は福音派のローザンヌ誓約とローザンヌ運動を拒否しており、また、ローザンヌ側は中華政府公認教会の指導者を招待しなかった。